# Eduard Bohlen (пароход)
«Эдуард Болен» (нем. Eduard Bohlen) — германский транспортный пароход, севший на мель 5 сентября 1909 года на Берегу Скелетов в Намибии.
Пароход длиной 95 метров и водоизмещением 2272 тонны был построен и спущен на воду судостроительной фирмой «Blohm & Voss» в январе 1891 года. «Эдуард Болен» принадлежал компании Woermann-Linie и обслуживал маршрут «Гамбург — Западная Африка».
В сентябре 1909 года судно выполняло рейс из Свакопмунда в Столовую бухту с оборудованием для алмазных месторождений на борту. По пути в пункт назначения, находясь у бухты Консепшн-Бей (англ. Conception Bay), «Эдуард Болен» попал в густой туман и впоследствии сел на мель у Берега Скелетов в Намибии. В попытке спасти судно капитан приказал сбросить якоря и дать полный назад. Это привело к тому, что в систему охлаждения двигателя стал засасываться песок и вскоре полностью её заблокировал.
Все 30 человек, находившихся на борту, благополучно добрались до берега и достигли лагеря у алмазной шахты в бухте Консепшн-Бей.
В течение последующих десяти дней вокруг пострадавшего судна скопилось так много песка, что во время отлива до судна и обратно можно было передвигаться пешком. Это продолжалось до тех пор, пока «Эдуард Болен» не был полностью захвачен пустыней.
Ныне одинокий остов судна символизирует пустынность намибийского побережья.
По состоянию на 2015 год значительно засыпанный песком остов лежит в пустыне Намиб на расстоянии полукилометра от океана, так как в результате действия пустынных ветров береговая линия постепенно продвигается на запад.
Доступ к судну сильно затруднён по причине его удалённости от дорог. Туристам для посещения района местонахождения судна требуется специальное разрешение властей.

## В культуре
- Корабль показан в фильме 1987 года Стальной рассвет (на 16-й минуте фильма).
- В 2011 году корабль был показан в одной из серий документального цикла BBC «Чудеса Вселенной» (англ. Wonders of the Universe).
- В романе Ивана Ефремова «Лезвие Бритвы», есть отрывок с упоминанием кораблекрушения судна у «Берега скелетов».
- В спецвыпуске первого сезона шоу «The Grand Tour» ведущие посетили останки судна.